# Сенге
Сенге (калм. Сеңг; 1630 — 1671) — второй хунтайджи Джунгарского ханства с титулом Цецен-хунтайджи (калм. Цецн хун тәәҗ, цецн — умный, мудрый; 1653 — 1671). Представитель рода Чорос, пятый сын и преемник Эрдэни-Батура.

## Биография
Сенге был любимым сыном ойратского хунтайджи Эрдэни-Батура от Юм-Агас, дочери калмыцкого тайши Хо-Урлюка. В 1653 году, после смерти отца, Сенге занял ханский престол. Против нового правителя выступили его старшие сводные братья Ончон-тайши, Цэцэн-тайши и Цзотба-тайши. Получив поддержку ойратского чулган-дарги, хошутского тайши Очирту-Цецен-хана, Сенге всё же вступил на отцовский трон.
По другим сведениям, Эрдэни-Батур разделил ханство на две части: одну отдал пятому сыну Сенге, а другую передал остальным восьми сыновьям. Против Сенге выступили старшие братья Цэцэн-тайши и Цзотба-тайши. Хошутский тайши Очирту-Цецен-хан поддержал Сенге, а его брат Аблай-тайши — братьев Сенге. Зимой 1661 года Сенге разгромил старших братьев в битве на реке Эмиль. Нойон Галдама, сын Очирту-Цецен-хана, примирил враждующие стороны, уговорил своего отца и Сенге возвратить улусы своему дяде Аблаю-тайши и его союзникам.
Сенге активно вмешивался во внутренние дела Могулии (Восточный Туркестан). В середине XVII века политика ойратов по отношению к Могулии резко изменилась. Яркендский хан Абдаллах, выступивший в 1660 году против ойратов, потерпел поражение. В 1665 году ойраты атаковали Керию, Чалыш, Аксу и Кашгар, и в 1668 году Абдаллах вынужден был покинуть Яркенд и бежать в Индию. Ойратские правители Сенге и Элдан имели своих ставленников на яркендский престол. Ставленником первого был Юлбарс, а второго — Исмаил-ходжа. Победу одержал Юлбарс, который и стал править в Кашгаре и Яркенде. Однако Элдан смог сделать Исмаила правителем Аксу и тот начал войну против Юлбарса. Ойраты, состоявшие на службе у Юлбарса, подняли восстание. В апреле 1670 года Исмаил утвердился в Яркенде. Аппак-ходжа вступил в конфликт с Исмаилом и был вынужден бежать от преследований хана в Тибет. Позднее ойраты лишили Исмаила власти.
В 1667 году Сенге и третий алтын-хан Ловсан (1657—1686) не поделили между собой данников — енисейских киргизов. В долине Абакана Ловсан потерпел поражение и был взят в плен вместе с тремя сыновьями.
В 1668 году джунгарские отряды Сенге осаждали Красноярский острог.
В 1671 году Сенге был убит в результате заговора, организованного его старшими братьями во главе с Цэцэн-тайши.
Возможно от брака с Ану-хатун Сенге имел двух сыновей: Соном-Рабдана и Цэван-Рабдана.